# Medal Litewskich Sił Zbrojnych za Zaszczytną Służbę
Medal Litewskich Sił Zbrojnych za Zaszczytną Służbę (lit. Lietuvos kariuomenės medalis "Už pasižymėjimą") – litewskie wojskowe odznaczenie resortowe. 
Drugie w kolejności odznaczenie szczebla dowództwa sił zbrojnych nadawane jest za wybitną, wykonywaną z poświęceniem służbę dla rozwoju i wzmocnienia litewskich sił zbrojnych; za inicjatywę i pomysłowość podczas dowodzenia jednostkami w ekstremalnych warunkach; za poświęcenie w ratowaniu życia żołnierzy i cywilów w trakcie szkolenia i ćwiczeń; za wyjątkowo wyróżniającą się służbę w misjach międzynarodowych poza granicami kraju.
Medal mogą otrzymać żołnierze służby czynnej, a także (w wyjątkowych przypadkach) żołnierze obcych armii.

## Insygnia
Oznaką medalu jest srebrny krzyż; pomiędzy jego ramionami widnieją złocone promienie otoczone wieńcem laurowym. Na pionowym ramieniu krzyża widnieje złoty miecz ostrzem do góry. Na miecz nałożony jest emaliowany na czerwono medalion o złotej krawędzi ze złotymi Słupami Giedymina pośrodku.
Oznaka zawieszona jest wstążce o szerokości 32 mm. Pośrodku niej – czerwony pas o szerokości 4 mm. Od niego ku krawędziom wstążki przebiegają kolejno paski: złoty (szer. 1 mm), granatowy (szer. 10 mm), złoty (szer. 1 mm) i czerwony (szer. 2 mm).